# Masao Shimizu
Masao Shimizu (清水将夫, Shimizu Masao), né le 5 octobre 1908 et mort le 5 octobre 1975, est un acteur japonais. 

## Biographie
Masao Shimizu a tourné dans plus de 270 films entre 1931 et 1971.
Il s'est marié avec l'actrice Yumi Takano.

## Filmographie sélective
- 1937 : L'Impasse de l'amour et de la haine (愛怨峡, Aien kyo?) de Kenji Mizoguchi

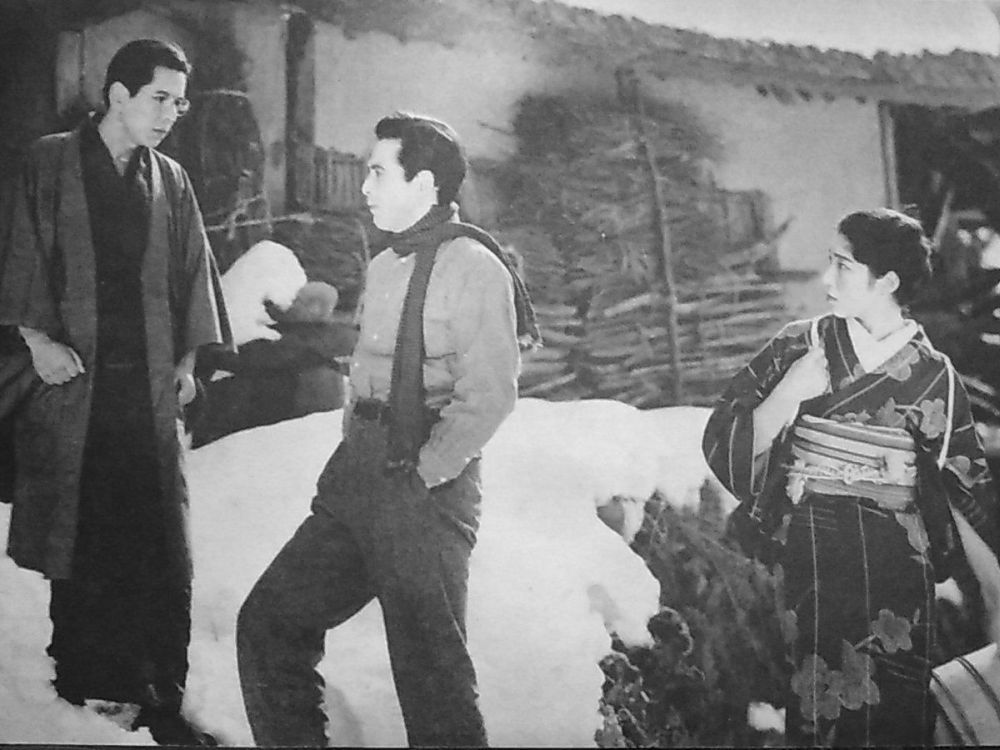
Masao Shimizu, Seizaburō Kawazu et Fumiko Yamaji dans L'Impasse de l'amour et de la haine (1937).

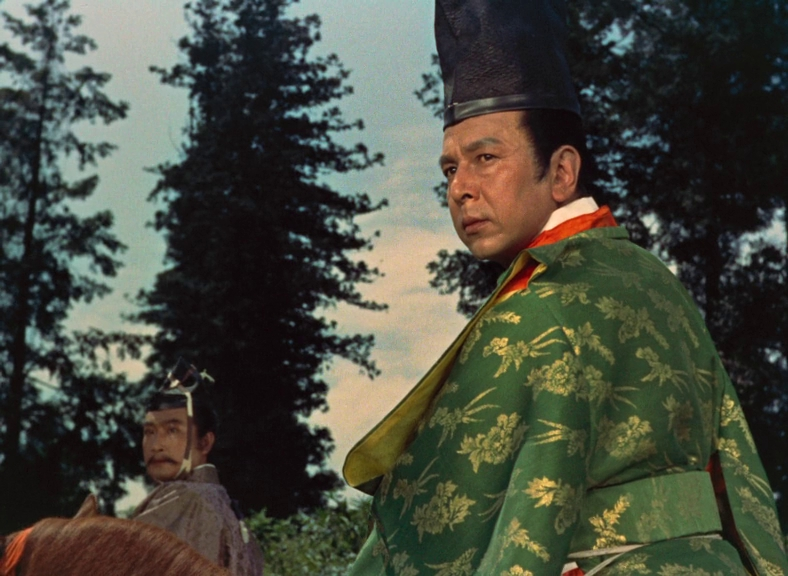
Masao Shimizu dans La Porte de l'enfer (1953).

- 1941-1942 : La Vengeance des 47 rōnin (元禄忠臣蔵 前篇, Genroku Chushingura?) de Kenji Mizoguchi (film en deux parties)
- 1946 : Je ne regrette pas ma jeunesse (わが青春に悔なし, Waga seishun ni kuinashi?) d'Akira Kurosawa
- 1947 : Encore une fois (今ひとたびの, Ima hitotabi no?) de Heinosuke Gosho : détective
- 1947 : Le Bal de la famille Anjo (安城家の舞踏会, Anjō-ke no butōkai'?) de Kōzaburō Yoshimura : Ryūzaburō Shinkawa
- 1948 : L'Ange ivre (酔いどれ天使, Yoidore tenshi?) d'Akira Kurosawa
- 1950 : Scandale (醜聞, Shubun?) d'Akira Kurosawa
- 1950 : La Bête blanche (白い野獣, Shiroi yaju?) de Mikio Naruse
- 1952 : La Vie d'O'Haru femme galante (西鶴一代女, Saikaku ichidai onna?) de Kenji Mizoguchi
- 1952 : Les Enfants d'Hiroshima (原爆の子, Gembaku no ko?) de Kaneto Shindō
- 1952 : Vivre (生きる, Ikiru?) d'Akira Kurosawa
- 1953 : Epitome (縮図, Shukuzu?) de Kaneto Shindō
- 1953 : La Porte de l'enfer (地獄門, Jigokumon?) de Teinosuke Kinugasa
- 1953 : Épouse (妻, Tsuma?) de Mikio Naruse
- 1954 : L'Intendant Sansho (山椒大夫, Sanshō dayū?) de Kenji Mizoguchi
- 1955 : Les Loups (狼, Okami?) de Kaneto Shindō
- 1955 : Vivre dans la peur (生きものの記録, Ikimono no kiroku?) d'Akira Kurosawa
- 1958 : La Vengeance des loyaux serviteurs (忠臣蔵, Chūshingura?) de Kunio Watanabe : Dewanokami Yanagisawa
- 1958 : Le  Guet-apens (張込み, Harikomi?) de Yoshitarō Nomura
- 1958 : Couteau rouillé (錆びたナイフ, Sabita naifu?) de Toshio Masuda : Shingo Mano
- 1962 : Sanjuro (椿三十郎, Tsubaki Sanjūrō?) d'Akira Kurosawa
- 1963 : La Jeunesse de la bête (野獣の青春, Yaju no seishun?) de Seijun Suzuki
- 1963 : Entre le ciel et l'enfer (天国と地獄, Tengoku to jigoku?) d'Akira Kurosawa
- 1964 : Le Mouchoir rouge (赤いハンカチ, Akai hankachi?) de Toshio Masuda
- 1969 : Les Loups sauvages (野獣を消せ?) de Yasuharu Hasebe
- 1970 : Fuji sanchō (富士山頂?) de Tetsutarō Murano : Isayama
- 1972 : C'est dur d'être un homme : Rêve éveillé (男はつらいよ 寅次郎夢枕, Otoko wa tsurai yo: Torajirō yumemakura?) de Yōji Yamada : le professeur Yunaka